# دوگه یکم
دوگه یکم یکی از پادشاهان کوتیان بود که در حدود سال‌های ۲۲۲۱ تا ۲۲۲۶ پیش از میلاد حکمرانی می‌کرد. وی پس از الولمش به قدرت رسید و در دورانی حکومت کرد که کوتیان بر بخش‌هایی از شمال بین‌النهرین تسلط داشتند.

## دوران حکومت
دوران حکومت دوگه یکم مصادف با دوره‌ای بود که تمدن‌های میانرودان در حال بازسازی پس از سقوط امپراتوری اکد بودند. کوتیان در این زمان کنترل مناطق شمالی بین‌النهرین را در دست داشتند.